# 经济计划
经济计划是一种资源配置机制，它基于通过计算程序求解受约束最大化问题的过程，并采用迭代方式获得其解。计划是一种在组织之间及组织内部分配资源的机制，与市场机制相对。作为社会主义的资源分配方式，经济计划用资源的直接分配程序取代了要素市场，这种程序在一组相互关联的社会所有制组织之间运行，这些组织共同构成了经济的生产体系。
经济计划的形式多种多样，具体取决于其所采用的程序和方法。决策的集中或分散程度取决于所采用的具体计划机制。此外，还可以区分集中计划和分散计划。一种主要依赖计划的经济被称为计划经济。在集中计划经济中，资源的配置由一个全面的生产计划决定，该计划明确规定了产出要求。计划也可以采取市场经济中的指示性计划形式，在这种情况下，国家运用市场工具引导独立企业实现发展目标。
可以将“实物计划”（如在纯粹社会主义中）与“财政计划”（如资本主义国家和私营企业中实施）区分开来。实物计划是以非货币化的实物单位进行的经济计划与协调，而财政计划则是以货币单位制定的经济计划。